# Рінггау
Рінггау (нім. Ringgau) — сільська громада в Німеччині, знаходиться в землі Гессен. Підпорядковується адміністративному округу Кассель. Входить до складу району Верра-Майснер.
Площа — 66,81 км2. Населення становить 2884 ос. (станом на 31 грудня 2020).